# Masayoshi Takayanagi
Masayoshi Takayanagi (født 11. juli 1994) er en japansk fodboldspiller.